# Hecalus ferrugineus
Hecalus ferrugineus är en insektsart som beskrevs av Melichar 1914. Hecalus ferrugineus ingår i släktet Hecalus och familjen dvärgstritar. Inga underarter finns listade i Catalogue of Life.